# Discopeltis conradsi
Discopeltis conradsi är en skalbaggsart som beskrevs av Preiss 1904. Discopeltis conradsi ingår i släktet Discopeltis och familjen Cetoniidae. Inga underarter finns listade i Catalogue of Life.